# Lupte la Jocurile Olimpice de vară din 2024 - Libere masculin 65 kg
Proba de lupte libere 65 de kg masculin de la Jocurile Olimpice de vară din 2024 de la Paris a avut loc în perioada 10-11 august 2024 la Arena Champ-de-Mars.

## Program
Orele sunt ora Franței (UTC+1) 
| Data                     | Timp                | Etapă                          |
| ------------------------ | ------------------- | ------------------------------ |
| Sâmbătă, 10 august 2024  | 11:30 urmează 18:15 | Runde de calificare Semifinale |
| Duminică, 11 august 2024 | 11:00 urmează 19:30 | Recalificări Finale            |

## Rezultate

### Tabloul principal
|  | Optimi de finală             | Optimi de finală             | Optimi de finală |  |  | Sferturi de finală        | Sferturi de finală        | Sferturi de finală   |    |                           | Semifinale                | Semifinale           | Semifinale |  |  | Finala | Finala | Finala |
|  |                              |                              |                  |  |  |                           |                           |                      |    |                           |                           |                      |            |  |  |        |        |        |
|  | Vazgen Tevanyan (ARM)        | Vazgen Tevanyan (ARM)        | 11               |  |  |                           |                           |                      |    |                           |                           |                      |            |  |  |        |        |        |
|  | Goderdzi Dzebisashvili (GEO) | Goderdzi Dzebisashvili (GEO) | 0                |  |  | Vazgen Tevanyan (ARM)     | Vazgen Tevanyan (ARM)     | 5                    |    |                           |                           |                      |            |  |  |        |        |        |
|  | Alejandro Valdés (CUB)       | Alejandro Valdés (CUB)       | 0                |  |  | Tömör-Ochiryn Tulga (MGL) | Tömör-Ochiryn Tulga (MGL) | 7                    |    |                           |                           |                      |            |  |  |        |        |        |
|  | Tömör-Ochiryn Tulga (MGL)    | Tömör-Ochiryn Tulga (MGL)    | 5                |  |  |                           |                           |                      |    | Tömör-Ochiryn Tulga (MGL) | Tömör-Ochiryn Tulga (MGL) | 1                    |            |  |  |        |        |        |
|  | Maxim Saculțan (MDA)         | Maxim Saculțan (MDA)         | 0                |  |  |                           | Kotaro Kiyooka (JPN)      | Kotaro Kiyooka (JPN) | 5  |                           |                           |                      |            |  |  |        |        |        |
|  | Kotaro Kiyooka (JPN)         | Kotaro Kiyooka (JPN)         | 10               |  |  | Kotaro Kiyooka (JPN)      | Kotaro Kiyooka (JPN)      | 8                    |    |                           |                           |                      |            |  |  |        |        |        |
|  | Georgii Okorokov (AUS)       | Georgii Okorokov (AUS)       | 2                |  |  | Sebastian Rivera (PUR)    | Sebastian Rivera (PUR)    | 6                    |    |                           |                           |                      |            |  |  |        |        |        |
|  | Sebastian Rivera (PUR)       | Sebastian Rivera (PUR)       | 12               |  |  |                           |                           |                      |    |                           | Kotaro Kiyooka (JPN)      | Kotaro Kiyooka (JPN) | 10         |  |  |        |        |        |
|  | Ismail Musukaev (HUN)        | Ismail Musukaev (HUN)        | 11               |  |  |                           | Rahman Amouzad (IRI)      | Rahman Amouzad (IRI) | 3  |                           |                           |                      |            |  |  |        |        |        |
|  | Ernazar Akmataliev (KGZ)     | Ernazar Akmataliev (KGZ)     | 0                |  |  | Ismail Musukaev (HUN)     | Ismail Musukaev (HUN)     | 10                   |    |                           |                           |                      |            |  |  |        |        |        |
|  | Austin Gomez (MEX)           | Austin Gomez (MEX)           | 0                |  |  | Haji Aliyev (AZE)         | Haji Aliyev (AZE)         | 3                    |    |                           |                           |                      |            |  |  |        |        |        |
|  | Haji Aliyev (AZE)            | Haji Aliyev (AZE)            | 7                |  |  |                           |                           |                      |    | Ismail Musukaev (HUN)     | Ismail Musukaev (HUN)     | 0                    |            |  |  |        |        |        |
|  | Islam Dudaev (ALB)           | Islam Dudaev (ALB)           | 10               |  |  |                           | Rahman Amouzad (IRI)      | Rahman Amouzad (IRI) | 10 |                           |                           |                      |            |  |  |        |        |        |
|  | Gaku Akazawa (SAM)           | Gaku Akazawa (SAM)           | 0                |  |  | Islam Dudaev (ALB)        | Islam Dudaev (ALB)        | 0                    |    |                           |                           |                      |            |  |  |        |        |        |
|  | Zain Retherford (USA)        | Zain Retherford (USA)        | 0                |  |  | Rahman Amouzad (IRI)      | Rahman Amouzad (IRI)      | 11                   |    |                           |                           |                      |            |  |  |        |        |        |
|  | Rahman Amouzad (IRI)         | Rahman Amouzad (IRI)         | 8                |  |  |                           |                           |                      |    |                           |                           |                      |            |  |  |        |        |        |

### Recalificări
|  | Recalificări runda 1   |                        |    |
|  |                        |                        |    |
|  | Maxim Saculțan (MDA)   | Maxim Saculțan (MDA)   | 4  |
|  | Sebastian Rivera (PUR) | Sebastian Rivera (PUR) | 15 |

|  | Recalificări runda 1  |                    |    |
|  |                       |                    |    |
|  | Zain Retherford (USA) |                    |    |
|  | Islam Dudaev (ALB)    | Islam Dudaev (ALB) | WO |

### Meciuri pentru medalia de bronz
|  | Medalia de bronz          |                           |    |
|  |                           |                           |    |
|  | Sebastian Rivera (PUR)    | Sebastian Rivera (PUR)    | 10 |
|  | Tömör-Ochiryn Tulga (MGL) | Tömör-Ochiryn Tulga (MGL) | 9  |

|  | Medalia de bronz      |                       |    |
|  |                       |                       |    |
|  | Islam Dudaev (ALB)    | Islam Dudaev (ALB)    | 13 |
|  | Ismail Musukaev (HUN) | Ismail Musukaev (HUN) | 12 |

## Clasament final
| Loc | Sportiv                      |
| --- | ---------------------------- |
| 1   | Kotaro Kiyooka (JPN)         |
| 2   | Rahman Amouzad (IRI)         |
| 3   | Sebastian Rivera (PUR)       |
| 3   | Islam Dudaev (ALB)           |
| 5   | Tömör-Ochiryn Tulga (MGL)    |
| 5   | Ismail Musukaev (HUN)        |
| 7   | Vazgen Tevanyan (ARM)        |
| 8   | Haji Aliyev (AZE)            |
| 9   | Maxim Saculțan (MDA)         |
| 10  | Georgii Okorokov (AUS)       |
| 11  | Alejandro Valdés (CUB)       |
| 12  | Austin Gomez (MEX)           |
| 13  | Zain Retherford (USA)        |
| 14  | Gaku Akazawa (SAM)           |
| 15  | Goderdzi Dzebisashvili (GEO) |
| 16  | Ernazar Akmataliev (KGZ)     |